# Моріц Балтазар Боркхаузен
Моріц Балтазар Боркхаузен (нім. Moritz Balthasar Borkhausen, 3 грудня 1760, Гіссен — 30 листопада 1806, Дармштадт) — німецький натураліст і лісознавець. Брав участь у створені посібника «Teutsche Ornithologie oder Naturgeschichte aller Vögel Teutschlands in naturgetreuen Abbildungen und Beschreibungen» у співавторстві з Йоганом Конрадом Сусемілем
Здобув освіту у Гессені. У 1796 році влаштувався експертом у лісовому департаменті Дармштадта. У 1800 році отримав звання Kammerrat, згодом посаду консультанта в Oberforsthaus Collegium у 1804 році.
Як ботанік, є автором таксономічного опису родини цибулевих і ластівневих, а також численних родів і видів рослин (описав понад 250 таксонів).

## Роботи
- Naturgeschichte der europäischen Schmetterlinge (Natural history of European Lepidoptera) (1788–94).
- Versuch einer Erklärung der zoologischen Terminologie (An explanation of the zoological terminology) (1790).
- Versuch einer forstbotanischen Beschreibung der in Hessen — Darmstädter Landen im Freien wachsenden Holzarten (Description of the woody plants growing in Hesse-Darmstadt) (1790).
- Tentamen dispositionis plantarum Germaniae seminiferarum secundum new fact methodum A staminum situ proportione, (1792).
- Borkhausen, Moritz Balthasar (1797). Botanisches Wörterbuch oder Versuch einer  Erklärung der vornehmsten Begriffe und Kunstwörter in der Botanik,  2 Volumes. Giessen: Georg Friedrich Heyer. Архів оригіналу за 28 червня 2014. Процитовано 3 лютого 2015. (Botanical dictionary)
- Theoretisch — praktisches Handbuch der Forstbotanik und Forsttechnologie (Manual of forest technology) (1800—1803).
- Deutsche Ornithologie oder Naturgeschichte aller Vögel Deutschlands (Natural history of German birds) (1810).[3]